# Hodruša
Hodruša – ciek wodny w Niżnych Tatrach na Słowacji. Prawobrzeżny dopływ potoku Malužiná w dorzeczu Wagu. Długość 9 km. Występowała również pod nazwami Hodrušský potok i Ráztoka; ta druga nazwa nawiązywała do faktu, że „roztaczała się” (rozdzielała) od Malužinej. Po raz pierwszy notowana w latach 1780–1790 jako Vallis Rastoka, w roku 1848 jako Malužina Rastoka, a w roku 1876 jako Hodrussa potok.
Źródła na wysokości ok. 1480 m n.p.m. na północnych zboczach głównego grzbietu niżnotatrzańskiego, pod przełęczą Homôľka, na zachodnich stokach masywu Zadnej holi. Spływa głęboką, dość krętą, zalesioną doliną, początkowo w kierunku północnym, z czasem wykręcając coraz bardziej ku zachodowi. Przy leśniczówce w miejscu zwanym Predné, na wysokości ok. 800 m n.p.m., uchodzi do potoku Malužiná.
Dolina Hodrušy, w dolnej części wąska, zalesiona, w górnej  szersza, jest zupełnie niezamieszkała. Istnieje w niej jedynie kilka zabudowań, w tym dawna leśniczówka Škarkétka i domek myśliwski Hodruša. Aż po ten drugi obiekt (ok. 1200 m n.p.m.) wiedzie doliną droga jezdna, niedostępna dla ruchu samochodowego, a także niebiesko  znakowany szlak turystyczny z miejscowości Malužiná na przełęcz Sedlo pod Veľkým bokom.
Cała dolina Hodrušy znajduje się w granicach Parku Narodowego Niżne Tatry.